# Bykirken i Favrskov
Bykirken i Favrskov er en valgmenighed i Aarhus Stift, og er hjemmehørende i Hinnerup, Favrskov Kommune. Valgmenigheder blev godkendt i oktober 2013.
Valgmenighedspræsten er Rasmus Kiilerich Breindahl, som afholder gudstjeneste på Storegade 10 i Hinnerup.